# Abdij van Heylissem

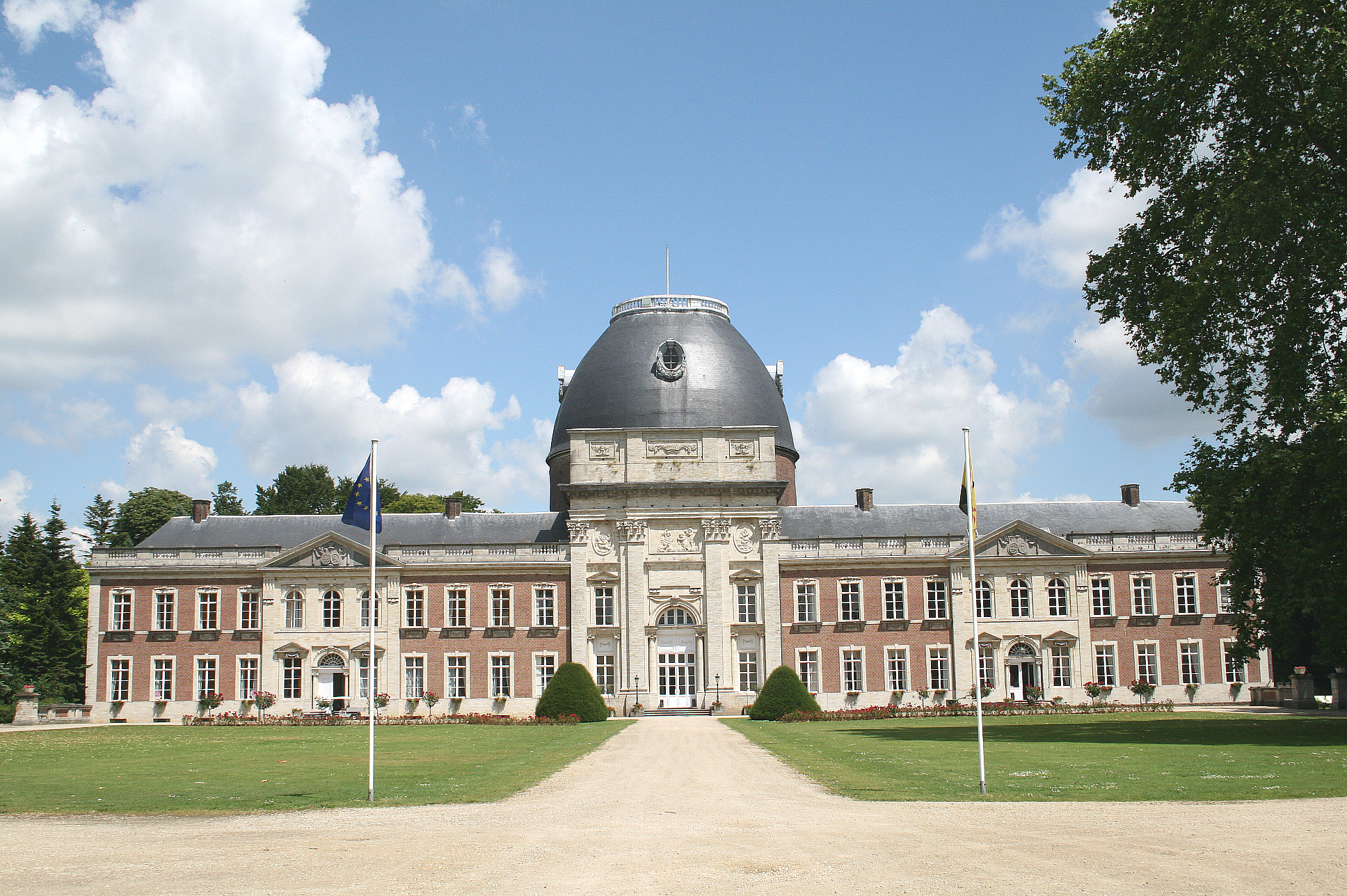
Het domein van de voormalige abdij

De Abdij van Heylissem was een norbertijnerabdij in Haspengouw in Opheylissem in de Belgische gemeente Hélécine (provincie Waals-Brabant). De abdij lag aan de Kleine Gete en werd in 1129 gesticht op een terrein dat door de heer van Zittert aan de Abdij van Floreffe werd geschonken. Oorspronkelijk was Heylissem een dubbelklooster. Vanaf 1142 verhuisden de norbertinessen echter naar de boerderij van Stocquoy in Geldenaken.
Van 1768 tot 1780 vond een complete herbouw van de abdij plaats onder leiding van de bekende architect Laurent-Benoît Dewez. Vrijwel alle gebouwen die men tegenwoordig nog ziet, zijn in deze periode tot stand gekomen. Het paleis van de abt heeft een 47 meter lange neoclassicistische façade met in het midden de hoge koepel van de abdijkerk, die in 1780 werd ingewijd.
De abdij werd door de Franse revolutionairen in 1796 opgeheven en het jaar daarna verkocht. Na 1800 werd een deel van de gebouwen omgedoopt tot weverij en werden meerdere kloostergebouwen afgebroken. Het voormalige paleis van de abt werd ingericht als prelatuur en woning van de prefect, en ontkwam zo aan de slopershamer, evenals een deel van de kerk. Begin 19e eeuw gebruikte baron Gustave van den Bossche d'Heylissem (1824-1907), het gebouw als bietsuikerfabriek.
In 1870 verbouwde architect Alphonse Balat de gebouwen en het park.
In 1962 kocht de provincie Brabant het domein. De restanten van de abdij liggen momenteel in het uitgestrekte landgoed Provinciaal domein van Hélécine.